# Champagne-et-Fontaine
Champagne-et-Fontaine település Franciaországban, Dordogne megyében. Lakosainak száma 343 fő (2022. január 1.). Champagne-et-Fontaine Blanzaguet-Saint-Cybard, Gurat, La Chapelle-Grésignac, Édon, Cherval, Gout-Rossignol, Nanteuil-Auriac-de-Bourzac, Vendoire, La Rochebeaucourt-et-Argentine és Villebois-Lavalette községekkel határos.

## Népesség
A település népességének változása:
| Lakosok száma | 600  | 477  | 415  | 412  | 405  | 407  | 387  | 354  | 350  | 343  |
|               | 1968 | 1982 | 1990 | 2006 | 2013 | 2015 | 2017 | 2019 | 2020 | 2022 |